# Typhlacontias rohani
Typhlacontias rohani là một loài thằn lằn trong họ Scincidae. Loài này được Angel mô tả khoa học đầu tiên năm 1923.